# 莫斯科 (緬因州)
莫斯科（英語：Moscow）是一個位於美國緬因州薩默塞特縣的鎮。

## 人口
根據2020年美國人口普查的數據，莫斯科的面積為124.22平方千米，當中陸地面積為118.93平方千米，而水域面積為5.28平方千米。當地共有人口475人，而人口密度為每平方千米4人。